# Scolocolus bicolor
Scolocolus bicolor är en tvåvingeart som beskrevs av Hardy 1970. Scolocolus bicolor ingår i släktet Scolocolus och familjen borrflugor. Inga underarter finns listade i Catalogue of Life.